# Tana (città)
Tana (in greco antico: Τάναϊς?, Tánaïs) era un'antica colonia greca situata alla foce del fiume Don nel Mar d'Azov, chiamato dai Greci Μαιώτις λίμνη (palude Meotica). Le vestigia di Tana si trovano a 30 chilometri dall'odierna Rostov sul Don, in Russia.

## Città greca
I commercianti greci sembrano aver incontrato nomadi della zona già nel VII secolo a.C. ma senza un insediamento formale e permanente. Le colonie greche infatti avevano due tipi di origine, ovvero dei cittadini della città-madre che fondavano in insediamento e delle emporia, che erano semplici stazioni di scambio commerciale.
Tana fu fondata come colonia dai milesi di Panticapeo nel III secolo a.C. su un territorio in cui erano già presenti comunità di cimmerî e sciti. La città divenne un importante emporio con cui commerciare (soprattutto schiavi) con gli Sciti e i greci del Bosforo. Tana si sviluppò rapidamente come emporium all'estrema estensione nord-est della sfera culturale ellenica. Era il posto naturalmente adatto, innanzitutto per il commercio delle steppe che si dirigevano a est verso la steppa ininterrotta, verso i Monti Altaj e la Scizia; poi per il commercio del Mar Nero, circondato da porti greci; infine per il commercio, col nord impenetrabile, di pellicce e schiavi portati giù dal Don.
Strabone menziona Tanais nella sua Geografia (11.2.3).
(Strabone, Geografia.)

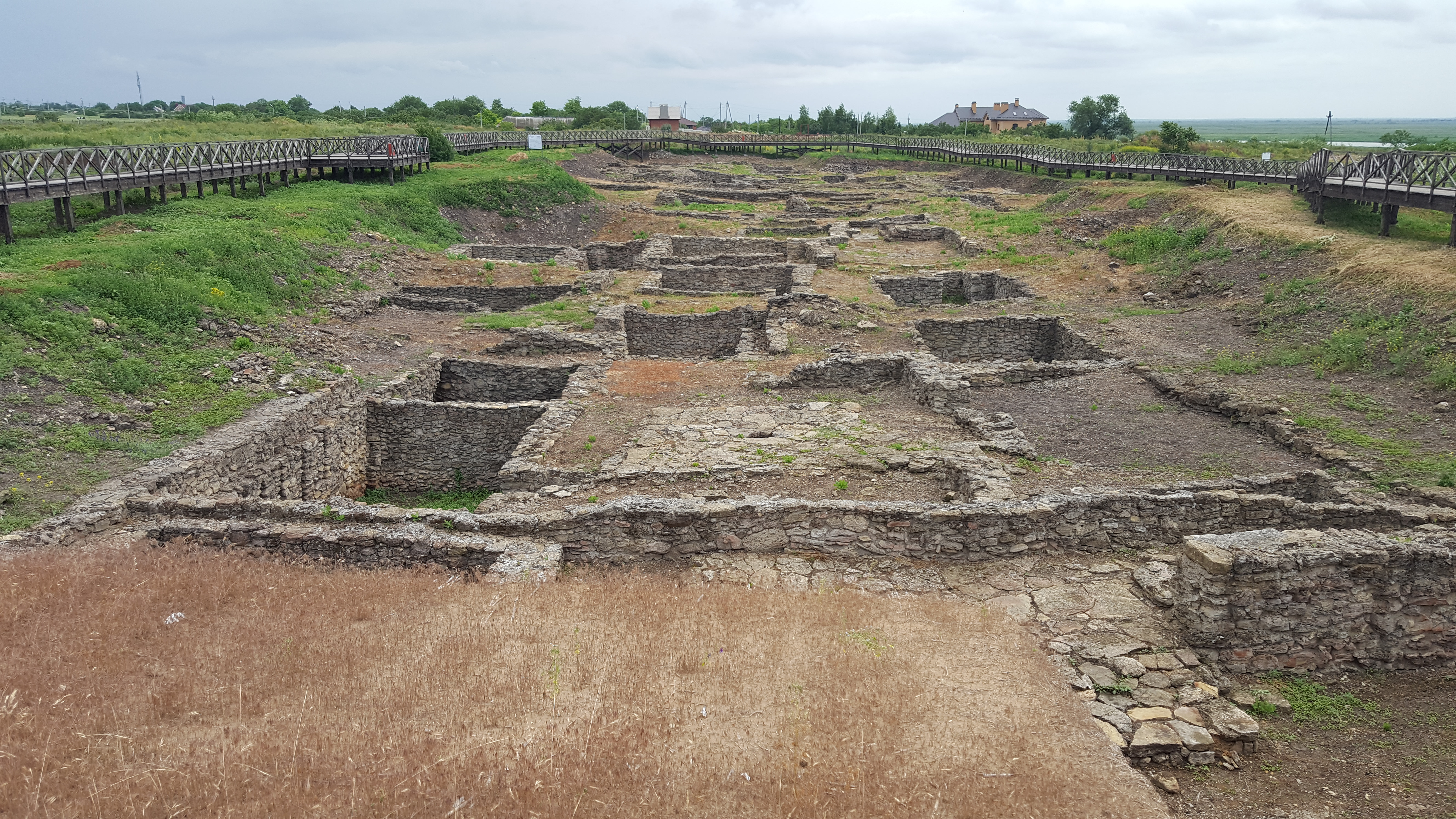
Scavi di Tana

Nel secolo I a.C. la città, che fino ad allora si era mantenuta indipendente dalla madrepatria, venne a far parte del Regno del Bosforo Cimmerio. Il sito della città, dominato da un arconte, si trovava sul margine orientale del territorio del Regno del Bosforo. 
 
Nell'età di Augusto (27 a.C- 14 d.C.) fu distrutta da Polemone re del Ponto e poi del Bosforo, in lotta contro la moglie Dynamis, erede del regno del Bosforo. A poca distanza di tempo, forse un secolo dopo, risorse una seconda Tanais, costituita da due comunità, una di Elleni, l'altra di Tanaiti, ciascuna con un proprio capo ed entrambe sotto un governatore del Bosforo.
Un grande mutamento, evidenziato dal sito archeologico, si ebbe quando fu rimossa la porta principale che collegava la sezione portuale con l'agorà. In epoca romana il centro aperto della vita pubblica venne occupato da una dimora palatina per i re del Bosforo. Per la prima volta si ebbero re clienti a Tana: Sauromate II (175-211 d.C.) e suo figlio Rescuporide II (c 220 d.C.), che hanno lasciato iscrizioni pubbliche.
Nel 330 Tana fu devastata dai Goti e poi dagli Unni. Ma il sito fu poi occupato continuamente fino alla seconda metà del V secolo d.C. Poi il canale si interrò, probabilmente a causa della deforestazione, determinando lo spostamento della popolazione, forse nella piccola città di Azov.

## Medioevo

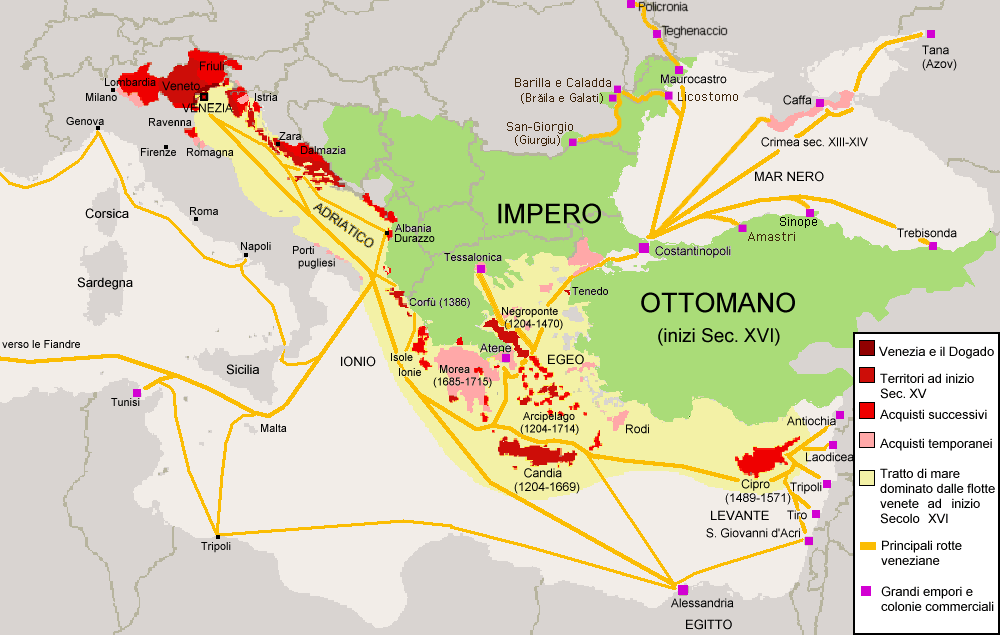
Possedimenti coloniali e rotte principali della Repubblica di Venezia

### Premesse e fondazione
Quest'area del Mar d'Azov ritornò ad essere frequentata nella seconda metà del XIII secolo da parte dei mercanti italiani. In questo periodo infatti prese forma un itinerario commerciale per l'Oriente che beneficiava della sicurezza data dalla pax mongolica; in questo contesto, la zona della foce del Don risultava strategica come ultimo approdo marittimo nella via per l'Oriente. I Genovesi si assicurarono il monopolio dei commerci nel Mar Nero grazie al Trattato di Ninfeo stipulato con Bisanzio nel 1261; nonostante pochi anni più tardi l'imperatore Michele VIII Paleologo permise l'accesso anche ai Veneziani, questi ultimi non trovarono spazio nel contesto di colonizzazione genovese della Crimea e cercarono di attestarsi presso il Mar d'Azov.
Nella seconda metà del Duecento venne quindi fondato l'insediamento della Tana, su un ramo deltizio del fiume Don, nell'area dove in passato era situata l'antica Tanais. Esso divenne lo stabilimento levantino più lontano, sia per il sistema coloniale genovese che per quello veneziano; rappresentava inoltre un punto di contatto privilegiato con l'Orda d'Oro.
Fino all'inizio del XIV secolo la Tana attraversò un periodo di crescita, dovuta alla stabilità politica della regione, che la portò a diventare un importante centro di scambi a livello internazionale. Questa fase fu però interrotta da un provvedimento di espulsione, emanato nel 1308 dal Khan Tochtu, con il quale tutti gli europei vennero allontanati dai territori mongoli.

### Sviluppo

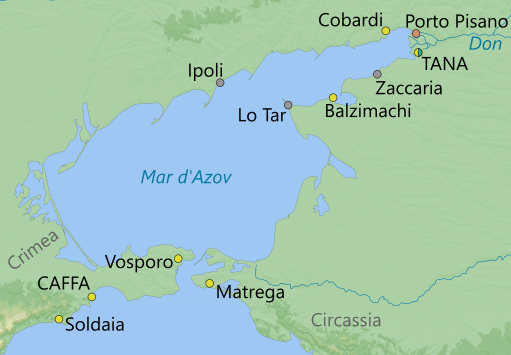
Porti e insediamenti nel Mar d'Azov

A partire dal 1311, ma più stabilmente dal 1315, la Tana ricominciò ad essere frequentata dai mercanti italiani. La prima metà del secolo rappresentò il culmine della presenza italiana nella zona: entrambe le repubbliche stabilirono un insediamento permanente con una propria struttura amministrativa. Le concessioni territoriali vennero fortificate e si cercò di regolarizzare il più possibile i privilegi rilasciati dal Khan. La crescita economica legata ai traffici commerciali comportò una notevole espansione demografica. Nel 1333 l'ambasciatore Andrea Zeno venne ricevuto dal Khan Uzbek, il quale concesse una porzione della Tana ai veneziani. In cambio, dovevano costruirvi delle case e versare un dazio del 3% sui transiti commerciali.

#### Tana nel XIV secolo
La Tana si presentava come un insediamento di ridotte dimensioni, suddiviso in settori abitati da diverse comunità etnico-linguistiche. Nel quartiere mongolo risiedeva il funzionario locale, mentre i quartieri veneziano e genovese erano fortificati, probabilmente con palizzate di legno. Inoltre esistevano una contrata grecorum (zona dei Greci), una contrata o curia armenorum (zona degli Armeni) e una contrata judeorum (zona degli Ebrei). Se è probabile che l'insediamento stabile, con abitazioni in pietra, caratterizzasse le aree in cui risedevano popolazioni sedentarie, come Ebrei, Greci o Musulmani, il territorio circostante era abitato da nomadi Cumani.
Fulcro della parte veneziana era la casa del console con la loggia dove rogava il notaio. Erano presenti più chiese, due delle quali francescane e molte abitazioni erano realizzate in pietra. Esisteva inoltre una parte del quartiere che il Senato aveva vietato di fortificare. La colonia veneziana risultava la parte predominante nell'estensione complessiva della Tana; nonostante ciò, rimaneva comunque subordinata alla presenza dei mongoli, signori della regione.
Il console veniva retribuito con 300 ducati d'oro annui e il compito principale, almeno inizialmente, era di curare l'attività edilizia nelle terre concesse dal Khan, quindi costruire case per i coloni. Il possedimento infatti era in una zona paludosa: necessitava bonificarlo e innalzare il livello del suolo. Nelle sue attività era affiancato da un chierico-cancelliere, quattro servitori, due banditori e un interprete. Siccome la maggioranza della popolazione della Tana veneziana era composta da attori commerciali, il console aveva compiti legati principalmente alle necessità di una comunità di mercanti, anche per via della forte autorità esercitata dal vicino funzionario mongolo.
Anche Genova manteneva alla Tana una propria colonia strutturata, con a capo un console. Tuttavia, data la vicina presenza di Caffa, sufficiente a garantire il dominio commerciale nell'area, i genovesi non si interessarono troppo allo sviluppo dell'insediamento e vi spesero meno risorse.

#### Scontro tra Genova e Venezia
Data la presenza di un confinante quartiere genovese, la Tana divenne sin da subito epicentro di rivalità e conflitto tra le due repubbliche marinare. Nel 1343, in seguito allo scoppio di tafferugli che videro l'uccisione di un tartaro da parte di un veneziano, il Khan Ganibek ordinò l'espulsione dalla Tana di tutti gli italiani per un periodo di cinque anni. Durante questo periodo, veneziani e genovesi si allearono momentaneamente col fine di tornare in possesso delle rispettive colonie; tuttavia, una volta restituite le terre, la pace non durò a lungo.
Sia la guerra degli Stretti che la guerra di Chioggia infatti ebbero come contenzioso il dominio commerciale sulla Tana. In particolare, la pace di Milano del 1355 prevedeva il divieto di navigazione verso l'emporio; tuttavia, Genova conservava Caffa e la Crimea come avamposti commerciali nella zona, mentre Venezia dovette troncare praticamente tutti i traffici.
Verso la metà del secolo iniziò una fase di declino, nella quale si fecero sentire gli effetti della crisi economica generale del periodo. Da una parte la conflittualità tra Venezia e Genova mise a rischio la prosperità dell'insediamento, mentre l'Orda d'Oro assunse posizioni sempre più rigide nei confronti della presenza occidentale. Pur in un contesto di generale declino, si alternarono periodi di alti e bassi: Venezia, interdetta dal commercio nella regione in seguito alla guerra degli Stretti, riprese a frequentare la Tana nel 1358. D'altro canto, anche l'Orda d'Oro stava subendo una profonda crisi politica, con gravi conseguenze sulla stabilità dell'insediamento.

### Decadenza
La vera decadenza dell'emporio si ebbe però con l'attacco di Tamerlano avvenuto nel 1395, che causò danni enormi alla già fragile economia dell'area. Le condizioni pregresse di debolezza, unite alla crisi politica che stava attraversando l'Orda d'Oro arrestò i traffici commerciali con l'oriente, riducendo la Tana ad un mercato prettamente locale. D'altronde la fine della Pace Mongola e la caduta della dinastia Yuan in Cina, nel 1368, sconvolsero le rotte commerciali internazionali. Di fatto, la rinascita avvenuta nel corso del XV secolo fu effimera e la Tana non riuscì mai a riprendersi del tutto. Nonostante ciò Venezia cercò di controllare la colonia fino agli anni '70 del XV secolo, nonostante la presa di Costantinopoli da parte degli ottomani non permettesse più l'accesso degli occidentali al Mar Nero.
Nel 1436 è da segnalare l'arrivo del mercante Giosafat Barbaro nella colonia, dove rimarrà per sedici anni; la sua testimonianza sull'ultimo periodo della Tana è rimasta una preziosa fonte storica.

#### Tana nel XV secolo
Blanco de Ripa, inviato da Venezia per visitare la Tana dopo l'incursione di Tamerlano, nel 1397 trovò al suo arrivo la città praticamente in rovine. La ricostruzione occupò svariati anni e fu guidata dal console Andrea Giustiniani; nonostante ciò l'insediamento si ridusse sia di superficie che di popolazione rispetto al passato.
Questo periodo storico di Tana è descritto nel romanzo di Carlo Vecce, Il Sorriso di Caterina, 2023.

#### Ultimi avvenimenti
Nel 1471 giunsero al potere gli ottomani, ma avendo chiuso il Bosforo alle navi europee condannarono la città all'oblio. Il luogo ormai abbandonato fu poi occupato dal Regno russo nel 1696, per poi ritornare ai turchi nel 1711 e di nuovo all'Impero russo nel 1774.

## Sito archeologico
Il delta raggiunge la parte più settentrionale del Mare d'Azov, che i Greci chiamavano Lago Maeotis. Il sito dell'antica Tana è a circa 30 km ad ovest della moderna Rostov sul Don. Il sito della città centrale si trova su un altopiano con una differenza di 20 metri di altitudine nella parte sud. È delimitata da una valle naturale a est, e da un fossato artificiale ad ovest dove era presente una fortificazione. L'abitato è accessibile tramite la ricostruzione di un ponte di legno romano.
Nel sito sono presenti un santuario del XI-XII secolo, e degli idoli in pietra. Inoltre vi è una capanna preistorica ricostruita e dei modelli di fortificazione. Inoltre vi sono alcuni musei e laboratori per le scuole. Il più interessante è il Museo di Tanais in cui sono esposti i reperti del sito suddivisi in base alle epoche storiche. Inoltre c'è un piccolo museo dei costumi storici e delle sale espositive relative al sito.

### Scavi e ipotesi archeologiche
Nel 1823, I.A. Stempkovsky per primo ha fatto un collegamento tra i resti archeologici visibili, che erano per lo più di epoca romana e la "Tanais" menzionata nelle antiche fonti greche. Gli scavi sistematici moderni hanno avuto inizio nel 1955.
Recentemente una squadra russo-tedesca ha scavato nel sito con lo scopo di rivelare il cuore della città, l'agora e definire la portata dell'influenza ellenistica sull'urbanismo della città greca del Bosforo, oltre a studiare le risposte difensive alle culture nomadi circostanti. Recentemente anche l'Università di Cracovia ha condotto delle esplorazioni sul sito.
Nel suo ultimo libro Jakten på Odin il norvegese Thor Heyerdahl ha avanzato un'idea molto controversa postulando le connessioni tra Tana l'antica Scandinavia. Per preparare il libro ha condotto alcune ricerche archeologiche sul sito. L'idea di Heyerdal si basava sulle vecchie saghe norrene dell'islandese Snorri Sturluson (1179-1241).

## Galleria d'immagini

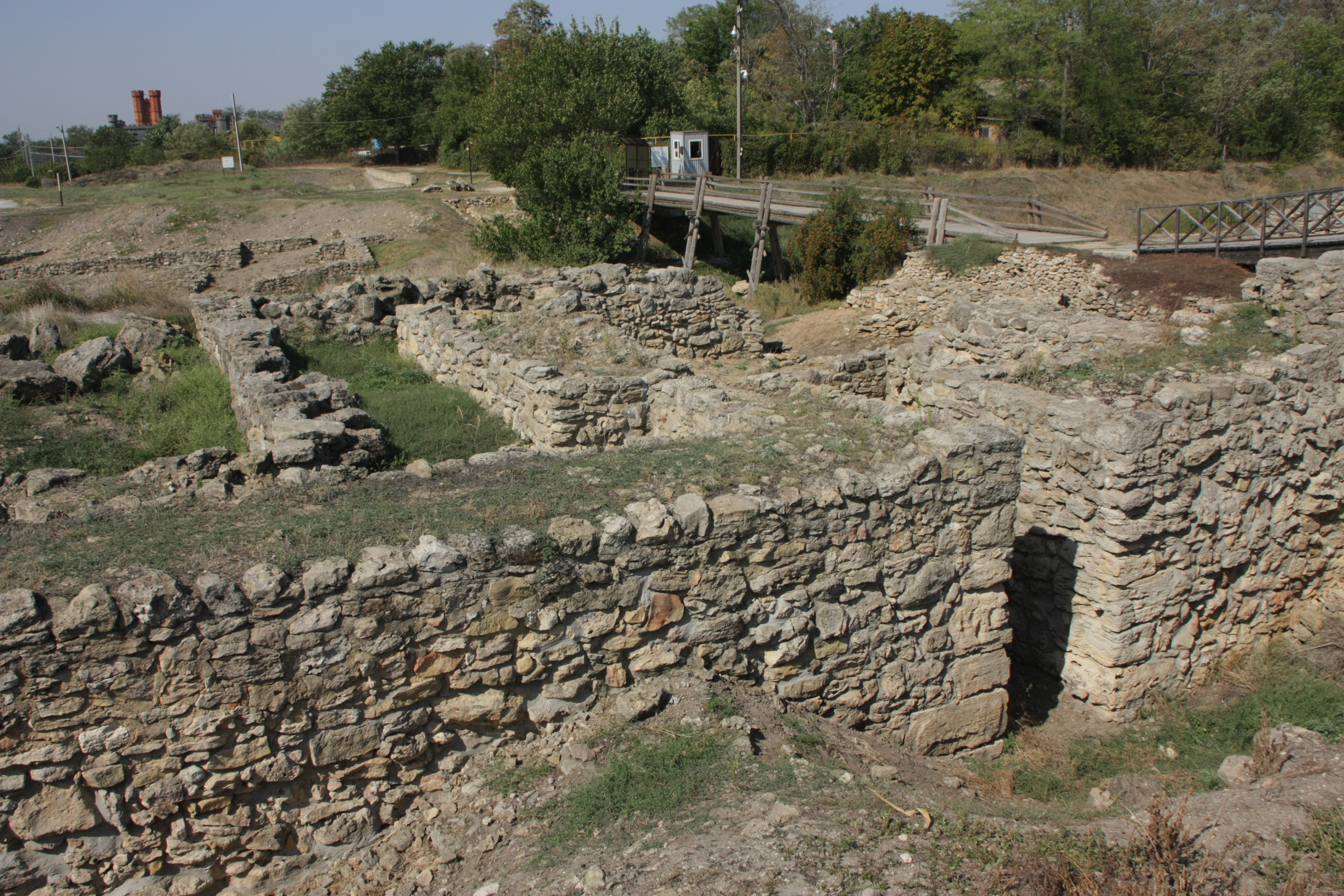
Fortificazioni
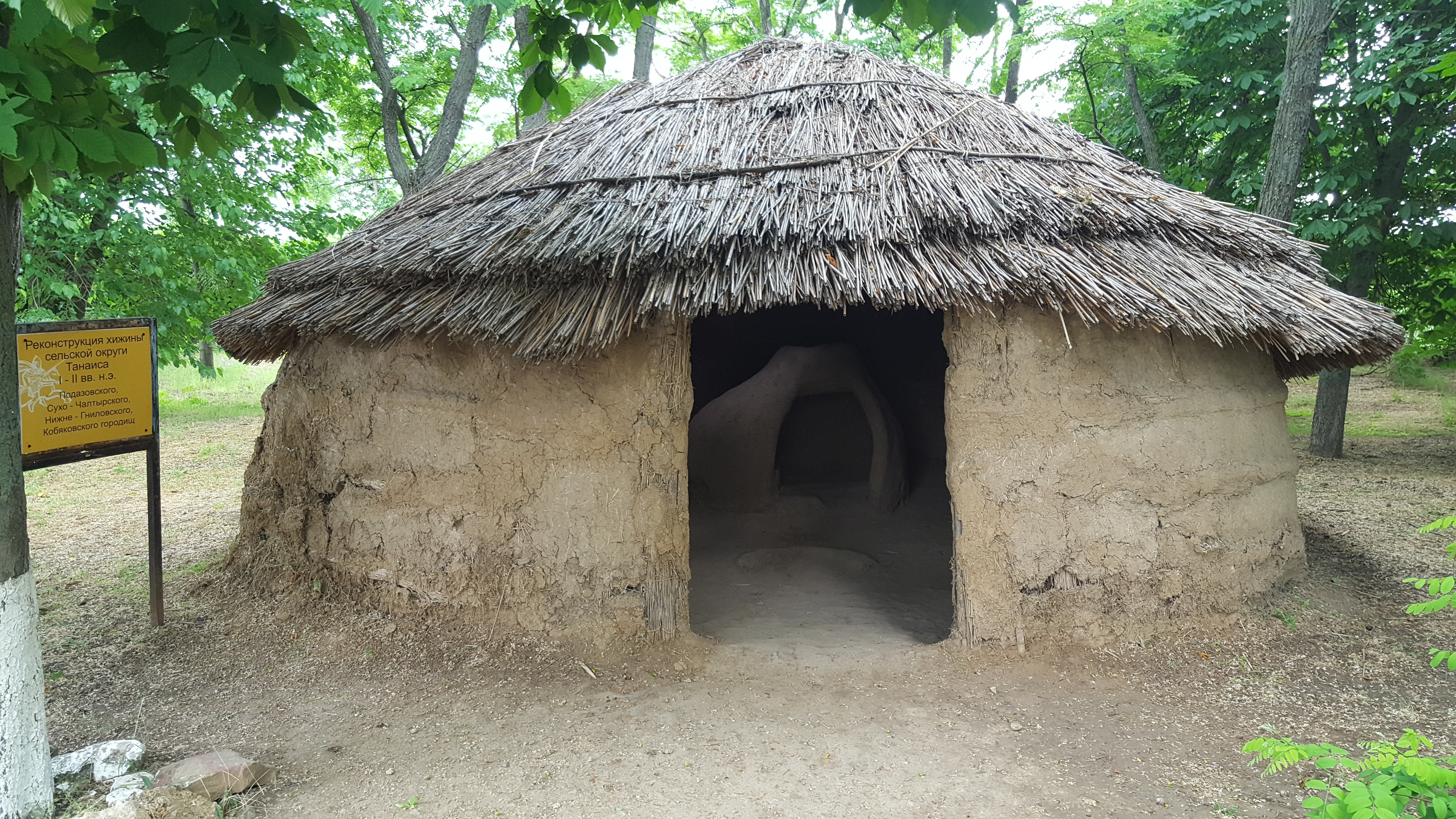
Capanna ricostruita
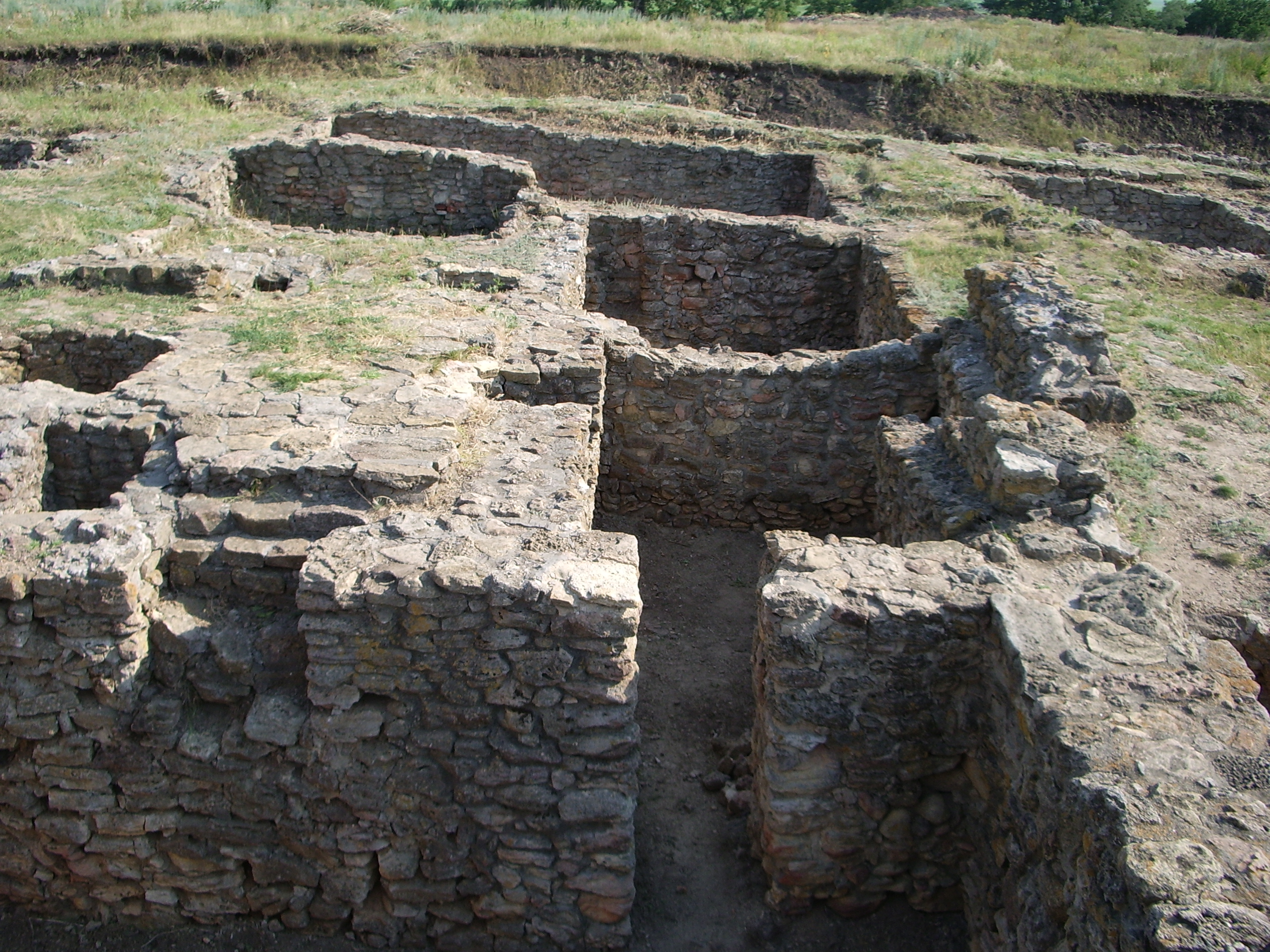
Abitazioni
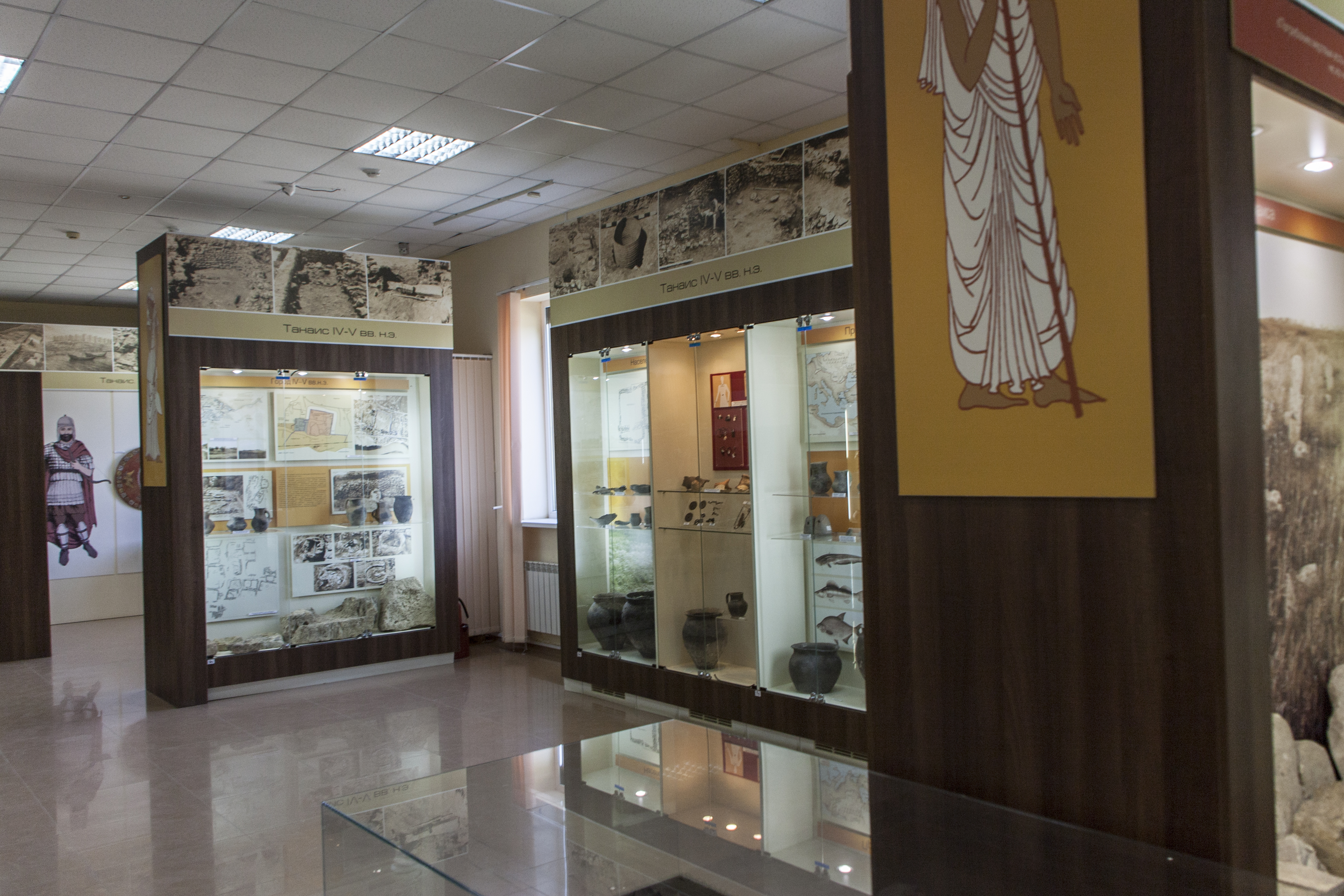
Museo di Tana
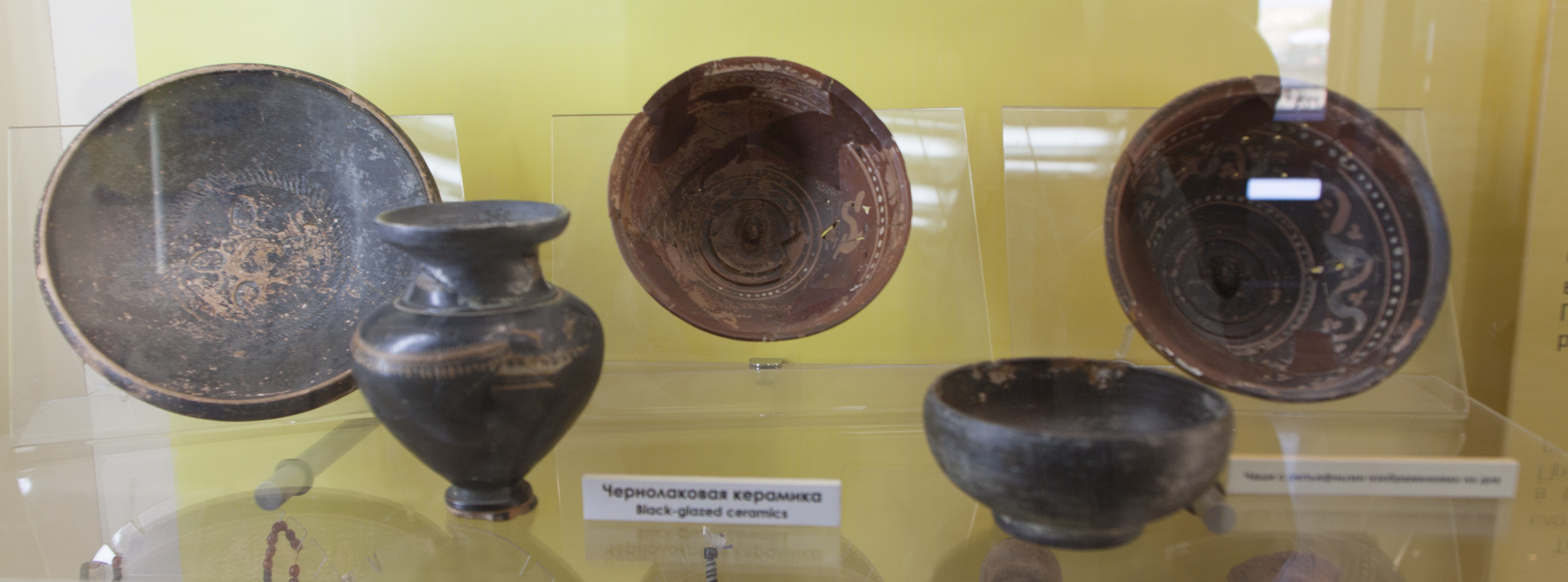
Reperti
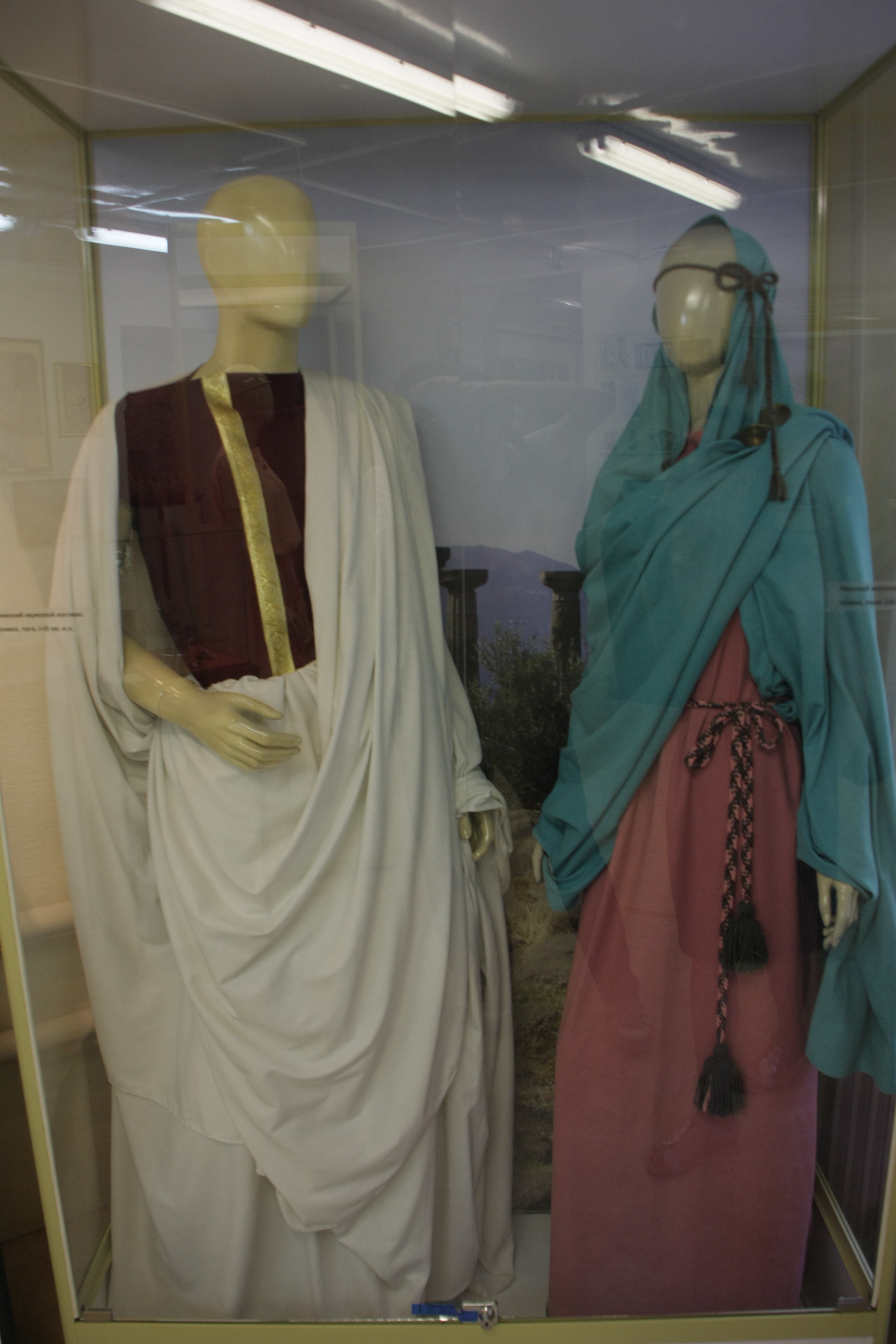
Museo dei costumi
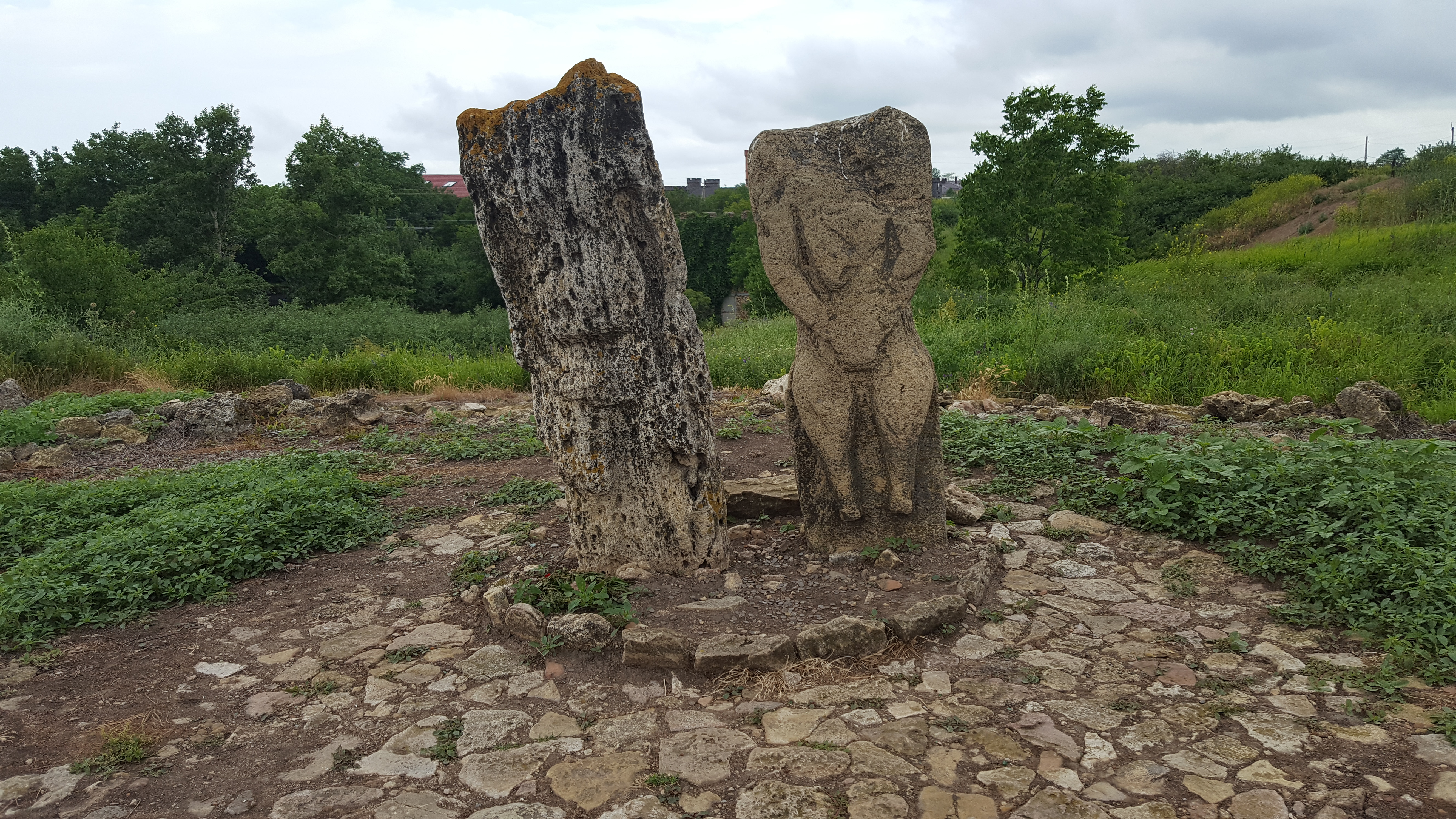
Santuario
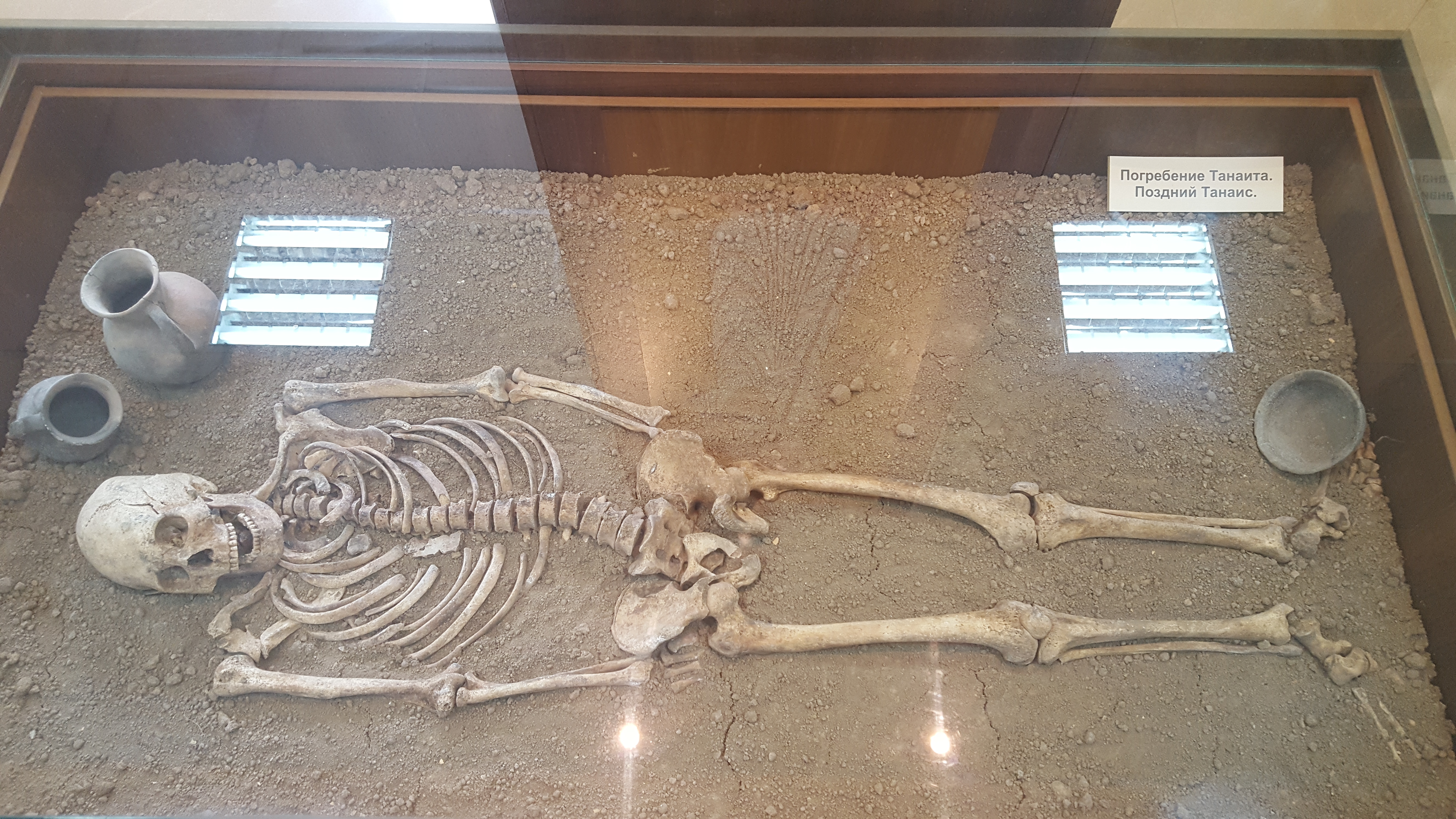
Scheletro rinvenuto a Tana